# Црква Свете Петке на Чемерну
Црква Свете Петке је храм Српске православне цркве који се налази у селу Чемерно, у општини Гацко у Републици Српској у Босни и Херцеговини. Припада Епархији захумско-херцеговачкој и приморској. Црква је изграђена у периоду 2014. - 2016. на највишој тачки општине Гацко.

## Историја
Иако се Чемерно помиње још у петнаестом вијеку, тек прошле године почела је градња прве цркве у овом мјесту. Душан Кекић поријеклом са Чемерна, је током 2014. године кренуо са изградњом цркве, на највишој тачки овог планинског превоја. Црква од 25 квадрата, изграђена је поред сеоског гробља. У Чемерну, које се налази на највишој тачки надморске висине у Херцеговини, на 1.350 метара, према историјским подацима, никада није постојала никаква богомоља, па је освјештање овог храма, који је направљен по узору на Његошеву завјетну цркву коју је лично подигао још за живота у славу Светог Петра Цетињског, око 1845. године, са жељом да у њој буде сахрањен, имало посебан значај за мјештане. Пројекат саме цркве је урађен по узору на првобитну Његошеву капелу, и као што је некад врх Ловћена, красила оригинална капела у којој су били сахрањени Његошеви посмртни остаци, тако данас врх Херцеговине, краси копија те исте капеле. Откако је порушена стара Његошева капела, ово је шеснаести православни храм који је направљен по угледу на њу. Изградња храма велики је догађај за цијелу Епархију захумско-херцеговачку и приморску, а посебно мјештане овог села. Својим прилозима, градњу су помогли мјештани Чемерна, општина Гацко, предузеће РиТЕ.